# 中国デザイン専門学校
中国デザイン専門学校（ちゅうごくでざいんせんもんがっこう、英称：Chugoku Design College）は、岡山県岡山市北区にあるデザイン系の専門学校である。設置者は学校法人第一平田学園。

## 沿革
- 1936年　創立者平田定子により平田洋裁研究所開所。
- 1941年　平田洋裁女学校と改称、私立学校として県知事認可。
- 1953年　平田洋裁女学校から学校法人平田洋裁学園へ組織変更県知事認可。
- 1962年　学校法人平田学園と改称。中国女子短期大学（1966年に中国短期大学に改称）設立。
- 1966年　平田デザインスクールと改称、産業デザイン科を増設。
- 1972年　産業デザイン科を商業デザイン科、室内デザイン科に。専攻科と服飾デザイン専攻を統合して服飾デザイン科と改称。
- 1977年　学校法人第一平田学園設立・専修学校認可、平田デザインスクールを中国デザイン専門学校と改称。服飾専門課程（服飾デザイン科、服飾科、師範科）、造形専門課程（商業デザイン科、室内デザイン科、美術科）設置認可。
- 1985年　50周年記念式典、シンポジウム、全国学生デザインコンペティション開催。
- 1986年　3年制に変更。
- 1988年　シンポジウム「公共の色彩を考える会」開催。
- 1989年　新校舎完成。落成記念式典、講演会、デザイン展開催。
- 1990年　造形研究科、服飾研究科（4年次）設置。
- 1992年　ip館完成。
- 1993年　イタリア・ミラノにアトリエ開設。交流開始。
- 1995年　60周年記念事業。島根県横田町（現奥出雲町横田）にセミナーハウス建設。専門士認定。建築デザイン科設置。
- 1997年　島根デザイン専門学校（姉妹校）開校。平成9年度文部科学省委託研究代表校となる。
- 1999年　大学編入資格認定（1979年以降の卒業生全員）。
- 2000年　社会人対応コース（C-ビルドコース）新設。
- 2002年　夜間講座新設。
- 2003年　モノ・デザイン工房（科）新設。ファッションデザイン科にデニムジーンズコース新設。
- 2004年　アニメ・コミックスタジオ（科）新設。
- 2005年　70周年記念事業。
- 2006年　総合デザイン科（4年制）新設。高度専門士認定。デニムジーンズ科新設。宝伝セミナーハウス開設。
- 2009年　デザイン高等課程  基礎デザイン科新設。
- 2010年　75周年記念事業。南館完成。
- 2011年　インテリア・プロダクト科新設。
- 2013年　太陽光発電設置エコキャンパス工事完了。
- 2014年　社会人速成科新設。文部科学大臣より 職業実践専門課程として4学科認定。西館耐震工事完了。
- 2015年　80周年記念事業。
- 2017年　LED化工事完了。
- 2018年　文部科学大臣により社会人速成科 キャリ形成促進プログラム認定。
- 2019年　ファッションクリエイティブ科（2年制）新設。
- 2020年　ファッションクリエイティブ科をショッププロデュース科と改称。
- 2022年　ITデジタルクリエイター科（2年制）新設。
- 2023年　北館完成。
- 2023年　島根デザイン専門学校（姉妹校）を島根県の新設法人「学校法人マヤ学園」に移管。
- 2024年　造形専門課程を工業専門課程に変更。

## 設置学科
- ショッププロデュース科（2年制）【文部科学大臣認定 職業実践専門課程認定学科】
- ITデジタルクリエイター科（2年制）
- ファッションデザイン科（3年制）【文部科学大臣認定 職業実践専門課程認定学科】
  - ファッションデザイン専攻
  - デニムジーンズ専攻
  - 衣装・コスチューム専攻
- ビジュアルデザイン科（3年制）【文部科学大臣認定 職業実践専門課程認定学科】
  - ビジュアルデザイン専攻
  - イラストレーション専攻
  - キャラクターデザイン専攻
  - アニメ・マンガ専攻
- インテリア・プロダクト科（3年制）【文部科学大臣認定 職業実践専門課程認定学科】
  - インテリア・建築デザイン専攻
  - 建築工学専攻
  - 家具専攻
  - 雑貨専攻
  - ジュエリー専攻
- 社会人速成科（1年制）【文部科学大臣認定 キャリア形成促進プログラム認定学科】
- デザイン高等課程基礎デザイン科【文部科学省認定 大学入学資格付与指定校】
  - ファッション専攻
  - デザイン専攻

高等課程の卒業者が本校の3年制専門課程に進学する場合は、2年次に編入される。

## 所在地
- 【本館】〒700-0842 岡山県岡山市北区船頭町12
- 【北館】〒700-0834 岡山県岡山市北区天瀬南町9-15